# مارسيل ثيروكس
مارسيل ثيروكس (بالإنجليزية: Marcel Theroux)‏ (13 يونيو 1968، كامبالا في أوغندا)؛ مقدم تلفزيوني، كاتب وروائي بريطاني. درس في جامعة ييل.

## روابط خارجية
- مارسيل ثيروكس على موقع IMDb (الإنجليزية)